# Domenic Landolf

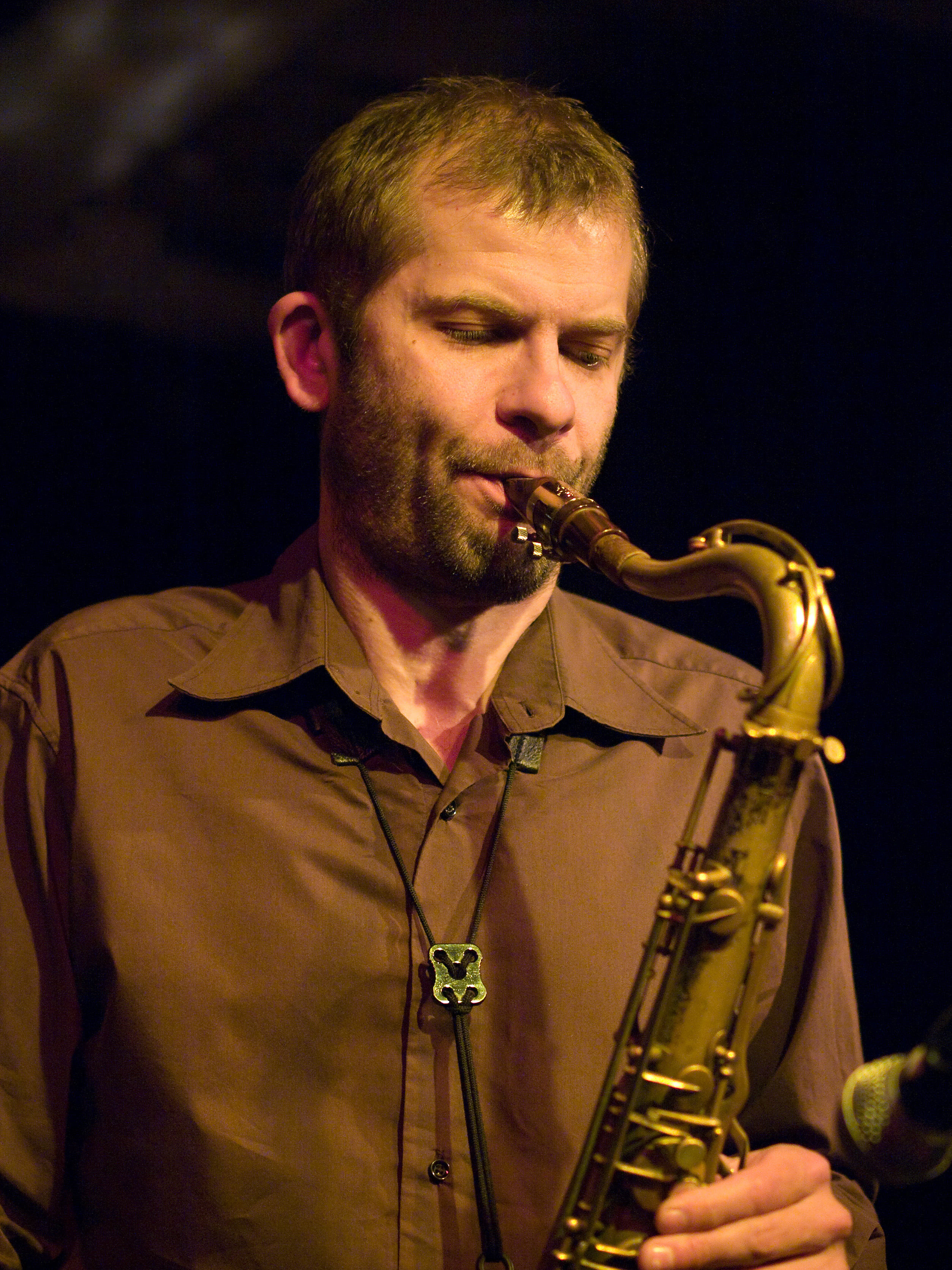
Domenic Landolf im Jazzclub Unterfahrt (München 2008)

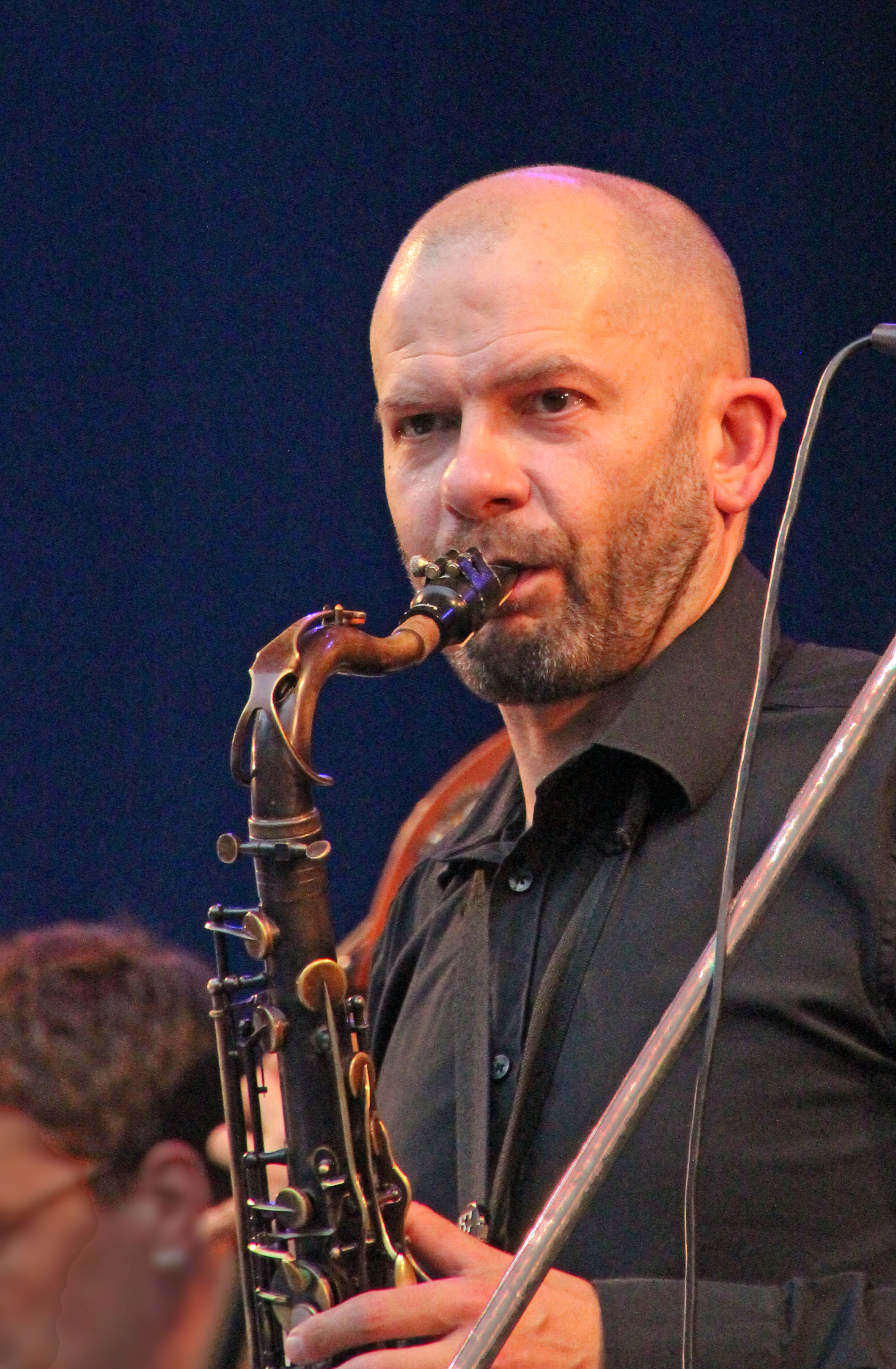
Domenic Landolf 2017 bei Jazz im Palmengarten in Frankfurt

Domenic Landolf (* 1969 in Bern) ist ein Schweizer Jazz-Saxophonist (Tenor, Sopran) und -Klarinettist sowie Komponist.

## Leben
Landolf studierte 1988 bis 1992 an der „Swiss Jazz School“ in Bern beim Schweizer Saxophonisten Andy Scherrer, in dessen Sextett er auch spielte. Noch während seines Studiums tourte er mit der „Joe Haider-Bert Joris“ Big-Band. Neben Saxophon und Klarinette spielt er auch Bassklarinette und Flöte. Er spielte u. a. mit Gunther Schuller („Young Artists in Concert“ in Davos), mit Bill Holman und Joe Lovano (auf dem „Generations Festival“ in Frauenfeld), mit Bert Joris, Reggie Johnson und Jimmy Woode und nahm auf mit dem Septett des Trompeters Matthias Spillmann („Mats up“), dem Septett der Pianistin Eliane Cueni, dem „Brigitte Dietrich-Joe Haider Jazz Orchester“, den „Voices“ von Daniel Schläppi, „New Orleans Hardbop“ von Adrian Mears, dem Nonett des Saxophonisten Roman Schwaller, dem Quartett von Tomas Sauter und dem „Dear Little Orchestra“ der Pianistin Regula Haener. Landolf leitet auch ein eigenes Quartett und Trio (Patrice Moret am Bass, Marcel Papaux am Schlagzeug).
Landolf unterrichtet Saxophon am Jazzcampus der Musikhochschule Basel.

## Diskographische Hinweise
Bei JHM Records erschien 1999 sein Debütalbum „Levitation“ mit seinem Quartett (in dem Pianist Jean-Paul Brodbeck, Bassist Fabian Gisler und Schlagzeuger Dominic Egli mitwirken), gefolgt von „Wanderlust“ 2003 bei Pirouet Records. Auf „Levitation“ spielt er überwiegend eigene Kompositionen und die seines Pianisten.
Im Jahr 2010 erschien das Album „New Brighton“, ebenfalls bei Pirouet Records. Neben Landolf selber (Tenorsaxophon, Bassklarinette, Altflöte) wirken Patrice Moret am Bass und Dejan Terzic an Schlagzeug und Glockenspiel mit. Bemerkenswert an diesem Album ist der Verzicht auf ein Harmonieinstrument. Im Jahr 2019 veröffentlichte er mit seinem Trio auf dem Berner "ANUK Label" das Album "Benign" (mit Arne Huber am Kontrabass und Dejan Terzic am Schlagzeug). 